# Карасюк, Иван Маркиянович
Иван Маркиянович Карасюк (23 ноября 1923 — 24 ноября 2015) — советский и украинский учёный в области агрономии, доктор сельскохозяйственных наук (1973), профессор (1982), почётный член общества почвоведов и агрохимиков Украины.

## Биография
Иван Карасюк родился 23 ноября 1923 года в селе Сары (Полтавская область) в бедной крестьянской семье хлеборобов Маркиана Яковлевича и Евдокии Ананьевны Карасюков, у Ивана было трое сестёр. Окончил сельскую среднюю школу на отлично.
С началом войны его направили в артиллерийское училище в Чугуеве. В период с 1 октября 1941 до 1 мая 1945 года — участник боевых действий Юго-Западного, Западного, Волховского, Ленинградского, 2-го и 3-го Прибалтийских, 1-го Белорусского фронтов. Участвовал в боях за Москву, в обороне Ленинграда (прорыве и полном снятии блокады), освобождении Новгорода, Пскова, Выборга, Тарту, Шяуляя, Риги и других городов Прибалтики, в освобождении Польши, победу встретил в Берлине. Воевал в составе миномётного батальона 22-го отдельного линейно-станционного батальона, заряжающим полковой батареи 60-го стрелкового полка 65-й Забайкальской стрелковой дивизии, командиром орудия, командиром огневого взвода, старшим на огневой шестой батареи 798-го артиллерийского полка 265-й Выборгской стрелковой дивизии 36-й гвардейской корпусной артиллерийской бригады в воинских званиях от курсанта артучилища до гвардии подполковника. По окончании войны ещё два года служил в советской зоне оккупации до демобилизации в марте 1947 года.
В 1947—1952 годах учился в Уманском сельскохозяйственном институте, окончил с отличием. В 1952—1956 годах работал участковым агрономом уманской МТС, заведующим сельхозотделом и секретарём райкома в зоне уманской МТС.
В дальнейшем выбрал научную карьеру. В 1956—1959 годах — аспирант кафедры общего земледелия Уманского СХИ (научный руководитель — С. С. Рубин) и одновременно в 1958—1962 годах ассистент, старший преподаватель кафедры организации сельскохозяйственных предприятий этого института. В мае 1960 года защитил кандидатскую диссертацию на тему: «Улучшение зяблевой обработки почвы под сахарную свёклу в условиях Лесостепи Украины», после чего в 1962—1973 годах работал доцентом кафедры агрохимии и почвоведения, декан агрономического факультета Уманского СХИ. В декабре 1970 года защитил докторскую диссертацию на тему «Улучшение системы зяблевой обработки почвы под пропашные культуры в зернобуряковых севооборотах юго-западной Лесостепи Украины». В 1973—1989 годах — проректор по учебно-воспитательной и научной работе Уманского сельскохозяйственного института, с сентября 1979 по 2009 год — заведующий кафедры агрохимии и почвоведения, с 1982 года — профессор Уманского СХИ. С 1988 года — председатель уманского отделения Украинского общества почвоведов и агрохимиков.
Научные исследования посвящены рациональному и эффективному использованию удобрений для повышения урожайности почв. Как руководитель научной школы подготовил два доктора и 11 кандидатов наук, автор более 400 научных работ, в том числе: 16 учебников, монографий, учебных пособий. Автор разделов в «Справочнике по зерновым культурам» (1991), книги воспоминаний «Жизнь прожить — не поле перейти» (2003). В 2008 году в Умани издана посвящённая Карасюку книга «Всегда среди людей и для людей».
В 1988 году Указом Президиума Верховного Совета УССР от 30 сентября присвоено звание «Заслуженный работник народного образования Украинской ССР». В 1998 году удостоен диплома «Почётный почвовед Украины». В том же году стал председателем Совета ветеранов Уманского ГАУ, с 2000 года — пожизненный стипендиат Президента Украины. В 2003 году решением учёного совета университета впервые присвоено звание заслуженного профессора Уманского ГАУ. В начале 2008 года избран академиком Международной академии аграрного образования.
За активное участие в защите Отечества и в восстановлении и развитии народного хозяйства Украины награждён орденами Красной Звезды, Отечественной войны I—II степени, «За мужество» III степени, более 20 медалями, в том числе «За отвагу», «За оборону Ленинграда», «За освобождение Варшавы», «За взятие Берлина». Также награждался памятными нагрудными знаками министерств и ведомств: «Отличник социалистического сельского хозяйства» (1974), «За отличные успехи в работе» (1983), «Знак почёта» (2003), «Отличник образования и науки» I степени (2004), почётными грамотами и ценными подарками, Почётными грамотами Президиума Верховного Совета УССР (1984) и Верховной Рады Украины (2004). За значительный вклад в развитие Умани, активную общественную деятельность получил награду «За заслуги перед городом» (2004).
Сын Ивана Карасюка, Михаил, — кандидат наук, а дочь, Елена Улянич, — доктор сельскохозяйственных наук, профессор, заведует кафедрой овощеводства.
Иван Карасюк умер 24 ноября 2015 года.

## Труды
- Внедрение прогрессивных технологий выращивания сельскохозяйственных культур на основе интенсификации сельского хозяйства. Чк., 1986;
- Интенсивные технологии возделывания зерновых и технических культур: Пособ. К., 1988 (соавт.);
- Технологія виробництва продукції сільського господарства: Підруч. К., 1993 (соавт.);
- Агрохімічний аналіз ґрунту, рослин і добрив на лабораторно-практичних заняттях з агрохімії: Навч. посіб. К., 2001 (соавт.);
- Норми добрив і системи удобрення в інтенсивних технологіях вирощування сільськогосподарських культур при систематичному і довготривалому їх застосуванні в сівозміні // Біол. науки і проблеми рослинництва: Зб. наук. пр. Уман. аграр. ун-ту. 2003. Спецвип.